# Guardie e ladri (gioco)

Aldo Fabrizi e Totò nel film ispirato al nome di questo gioco: Guardie e ladri

Guardie e ladri è un gioco per bambini di introduzione moderna ma con origini antichissime.
Il principio fondamentale è la divisione dei giocatori in due squadre di cui una insegue e l'altra viene inseguita. Nella forma moderna si cominciò a giocare a guardie e ladri nel XVII secolo presso la corte francese.

## Regole del gioco
Come la maggior parte dei giochi infantili, guardie e ladri esiste in numerose varianti e le regole applicate non sono le stesse ovunque. Quelle che seguono sono un esempio di regole tipiche:
I giocatori si dividono in due squadre generalmente in numero diseguale, due o tre ladri per ogni guardia. Le guardie sono generalmente identificate da qualche segno particolare come per esempio un fazzoletto stretto al braccio. Prima dell'inizio del gioco le "guardie" si radunano in un punto prestabilito, mentre i ladri si spargono in giro. Al segnale, le guardie si lanciano all'inseguimento dei ladri cercando di catturarne il maggiore numero possibile. Ogni ladro che viene toccato o fermato da una guardia viene portato in "prigione", un luogo prestabilito dove deve rimanere. Il ladro prigioniero resta confinato oltre la linea della prigione, e tende la mano verso i giocatori. Se un altro ladro, senza farsi prendere, riesce a toccare la mano del prigioniero, questo ritorna libero. Quando vi sono più prigionieri essi formano una catena ed è sufficiente che un ladro libero tocchi il primo prigioniero, affinché tutti quelli che sono in contatto con lui siano liberati immediatamente.
Spesso prima che le guardie inizino a inseguire i ladri questi si nascondono, come a nascondino, mentre le guardie non possono guardare e iniziano a inseguirli dopo un tempo prestabilito.
Oltre a variare in regole il gioco può variare anche in ambientazione e diventare per esempio "indiani e cowboy", "tedeschi e partigiani", "banditi e carabinieri" (variante barbaricina) o "a li brigante" (variante napoletana).

## Fine del gioco
In questo gioco i ladri non possono vincere perché le guardie sono le sole a fare prigionieri, perciò solitamente dopo qualche partita le squadre invertono i loro ruoli. È diffusa anche la pratica di dare un punteggio per stabilire un vincitore assegnando alle guardie un punto per ogni ladro imprigionato, ed un punto ai ladri per ogni prigioniero liberato. Più punti sono assegnati per la catena di ladri liberati.